# Provincia de Dornod
La aymag de Dornod (mongol: Дорнод аймаг) es una de las 21 aymags (provincias) de Mongolia. Está situada en el este del país, del cual toma una extensión de 123.597 km², para una población total de 75.373 habitantes (datos de 2000). Su capital es Choybalsan.